# Batman: Arkham Shadow
Batman: Arkham Shadow (дословно c англ. — «Бэтмен: Тень Аркхема») — компьютерная игра в жанре action-adventure, разработанная студией Camouflaj и изданная Oculus Studios по лицензии компании Warner Bros. Games эксклюзивно для шлема виртуальной реальности Meta Quest 3. Седьмая основная игра серии и вторая, созданная для шлемов виртуальной реальности. Сюжетно является продолжением Arkham Origins и Blackgate.

## Игровой процесс
Игра представляет собой action-adventure. Мир игры построен по похожей структуре, что и в Asylum: в игре имеется несколько локаций, присоединённых к одному хабу, которые игрок может исследовать, однако некоторые из них не будут доступны до определённого момента в сюжете. Игрок, в роли Бэтмена, исследует тюрьму Блэкгейт и, в меньшей степени, Готэм-Сити. Бэтмен может как планировать в воздухе, так и зацепляться за уступы с помощью Бэт-когтя. Традиционно для серии, боевая система игры включает в себя уклонения, контр-атаки и использование различных гаджетов в бою, например, взрывной гель. Также, в игре имеются стелс-элементы: в некоторых моментах игроку придётся бесшумно устранять врагов, так как у них есть огнестрельное оружие. Игрок может задействовать окружение в свою пользу, например, подвесить врага вверх ногами на гаргулье. Время от времени, игроку нужно будет решать головоломки для нахождения зацепок и продвижения по сюжету. Для этого в игре предусмотрен «режим детектива», который неоднократно появлялся в серии. Также, в игре имеются спрятанные на локациях статуэтки и радиопередатчики Крысиного Короля, подобно статуэткам Загадочника из ранних игр серии. 

## Сюжет
Близится День независимости. В Готэм-Сити начинают происходить беспорядки, за которыми, как считают окружной прокурор Харви Дент и комиссар полиции Джеймс Гордон, стоит некий Крысиный Король и его культ. Бэтмен соглашается расследовать данные события. Не найдя существенных улик, которые могли бы привести к Королю, Бэтмен идёт к Гордону, чтобы обсудить дальнейший план действий. Неожиданно, на них совершает нападение некий снайпер, после чего Бэтмен пускается в погоню. Установив личность стрелявшего, Шрайка, Бэтмен идёт по его следу и обнаруживает, что тот успел взять в заложники Лесли Томпкинс, давнюю знакомую Бэтмена и доктора в тюрьме Блэкгейт. Бэтмену удаётся нейтрализовать преступника и спасти Лесли, однако в разгаре допроса о местонахождении Короля, Шрайк поджигает себя с помощью газолина. Бэтмену не удаётся удержать преступника, и тот разбивается насмерть с большой высоты. Пресса винит Бэтмена в произошедшем. Бэтмен решает, что он должен влиться в криминальный мир Готэма, чтобы раскрыть Крысиного Короля, из-за чего он присваивает себе личность Ирвинга Малона, преступника, который считается мёртвым, и добровольно сдаётся в руки полиции.
«Малона» приводят в Блэкгейт, где он продолжает своё расследование. Он узнаёт, что тюрьма теперь находится под контролем частной военной компании под названием TYGER Security, в главе которой стоит Лэйл Болтон. Он успевает обзавестись связями с некоторыми заключёнными, а именно: Ямасиро, искусным бойцом, и Джо, продавцом в ломбарде. Поиски «Малона» приводят его к Кармайну Фальконе, который в тайном разговоре с Болтоном утверждает, что подвергся нападению Крысиного Короля. Однако «Малона» замечают и избивают его. Его отводят к Лесли, которая сразу же узнаёт героя. Позже, он посещает сеанс терапии, которую проводят доктор Джонатан Крейн и доктор Харлин Квинзель. Ночью, «Малон» сбегает из своей камеры и идёт в заранее подготовленную Альфредом Бэт-пещеру, где он вновь становится Бэтменом. Бэтмен находит Фальконе, чтобы узнать больше информации, но Фальконе отказывается сотрудничать, из-за чего Бэтмену приходится пускаться в погоню. Поймав Фальконе, тот рассказывает, что Королём является Отис Фланнаган, также известный как Крысолов. Бэтмен находит Фланнагана, который рассказыает, что он — не Король, и что всё происходящее — это часть плана Короля. Бэтмен отправляется в офис Болтона для поиска новых улик, но там Болтон застаёт героя врасплох, из-за чего тот вынужден бежать. Проснувшись следующим утром, «Малон» слышит гул и идёт к его источнику. Как выяснилось, Болтон предал Фальконе и намеревается его убить. Однако подоспевший «Малон» решает защитить мафиозника для своих целей и вступает в бой с Болтоном. «Малон» успешно одолевает Болтона, но его подручные вырубают «Малона» и сажают в карцер. Там, «Малон» встречает Джокера, который узнаёт Бэтмена. Джокер объясняет, что хоть и слышал о Крысином Короле и его плане, толком он ничего не знает, потому что он сидит тут с тех самых пор, как Бэтмен посадил его сюда.
Освободившись, «Малон» снова идёт в Бэт-пещеру, где начинает расследование в отношении Крейна и Квинзель. Найдя Квинзель, та рассказывает, что Крейн ставит бесчеловечные опыты над пациентами. Покопавшись в файлах Крейна, Бэтмен находит упоминания проекта «Умбра» — специального токсина, который заставляет человека, подвергшемуся его воздействию, столкнуться с его «тенью» — сущностью, которая олицетворяет его тёмную сторону. Пустившись в погоню за Крейном, Бэтмен подвергается воздействию токсина, из-за чего он вынужден сразиться со своей тенью. Успешно одолев её и Крейна, последний вновь отправляет его к Крысолову за разъяснениями. На следующее утро, к «Малону» приходят Дент и Гордон. Те обвиняют его в предположительной смерти Ямасиро, который, как выяснилось, был полицейским под прикрытием, и говорят, что скоро над ним проведут суд, после чего его отпускают. «Малон» находит Крысолова, который даёт ему некую кассету, которая, как утверждает Крысолов, приведёт героя к Королю. «Малон» отдаёт кассету Лесли, а та, в свою очередь, отправляет её Альфреду на анализ.
На следующий день в судебном заседании, Крейн, который был приглашён в качестве эксперта, пытается отравить «Малона» токсином, однако тот толкает доктора, из-за чего флакон с кислотной жидкостью разбивается и выливается прямо на левую сторону Дента. Дента в обезображенном и крайне агрессивном состоянии увозят в больницу. «Малона» уводят в камеру, однако его встречает Болтон, который решает сразу казнить преступника. «Малон» просыпается в газовой камере, которую Болтон готовится вот-вот заполнить, однако в последний момент приходят последователи культа Крысиного Короля и спасают его. Последователи культа, считая «Малона» Королём, помогают ему сбежать. На пути к Бэт-пещере, «Малон» встречает смертельно раненого Крысолова, который заявляет, что он не сомневался в своём Короле. Достигнув Бэт-пещеры, Бэтмен уничтожает её и направляется в доки, откуда идёт судно. Проникнув на судно и разобравшись с врагами, Бэтмен находит Ямасиро, который рассказывает, что на борту также есть Харви Дент. Бэтмен поднимается на верх и с ужасом узнаёт, что Харви Дент и есть Крысиный Король. Из найденных аудиозаписей Бэтмен узнаёт, что у Дента имеется диссоциативное расстройство идентичности, передавшееся ему от отца-тирана. Дент сбегает, но возникает новая проблема: в судне, которое направляется прямо на полицейский департамент Готэма, заложена бомба. Бэтмен обезвреживает её и настигает Дента, однако в этот момент судно сталкивается со зданием. Очнувшись, Бэтмен следует на крышу, где находит Дента, который держит Джо у дула пистолета. Выясняется, что Джо — это тот самый Джо Чилл, который убил Томаса и Марту Уэйн. Дент объясняет, что весь план был совершён из соображений «настоящей» справедливости. Дент уже приготовился спустить курок, но Бэтмен в этот момент снимает маску, показывая, что он — Брюс Уэйн. Дент, не веря своим глазам, бросает пушку и готовится спрыгнуть с крыши, но Бэтмен ловит его в бессознательном состоянии. 2 дня спустя, Уэйн навещает Дента в Блэкгейте. Дент мало что помнит о произошедшем, а доктор Томпкинс диагностирует у Харви расстройство личности. Его вторая, «тёмная» личность полностью берёт верх над ним, тем самым превратив его в Двуликого.
Во время титров, Лесли сообщает Брюсу, что нашла одного из Крыс, о котором он говорил: им оказался юноша по имени Дик Грейсон. Лесли предлагает Брюсу навестить его. Джо Чилл добровольно возвращается в заключение, «Малон» признаётся мёртвым и инициатором всех беспорядков, а Болтона, вместе со всеми сотрудниками TYGER, арестовывают и увольняют с должностей за жестокое обращение с заключенными и помощь Крысам. В сцене после титров, добавленной в рамках обновления до версии 1.3 29 января 2025 года, Брюс, заранее сказав Дику об его усыновлении, приходит в старую квартиру Шрайка, чтобы помочь Дику собрать вещи для переезда в дворец Уэйнов. Когда они уходят, Дик признаёт, что Шрайка нельзя было спасти, на что Брюс утверждает, что все могут быть спасены, несмотря ни на что, с чем Дик позже соглашается.

## Разработка и выход
Впервые игра была анонсирована 1 мая 2024 года. До этого Camouflaj разработала другую VR-игру про супергероев, Iron Man VR. Разработчики заявили в интервью, что некоторые элементы из Iron Man VR были использованы и в Arkham Shadow. Более того, разработчики вдохновлялись предыдущей игрой про Бэтмена в VR, Arkham VR. К озвучке своих ролей из предыдущих игр вернулись Роджер Крейг Смит (Бэтмен), Трой Бейкер (Харви Дент/Двуликий) и Тара Стронг (доктор Харлин Квинзель/Харли Квинн). На презентации Summer Game Fest 2024 был продемонстрирован сюжетный трейлер игры, а на открытии выставки Gamescom 2024 впервые был показан полноценный игровой процесс и объявлена дата выхода — октябрь 2024 года. 25 сентября 2024 года, на презентации Meta Connect была объявлена полная дата выхода — 22 октября 2024 года.

## Критика
| Сводный рейтинг    | Сводный рейтинг     |
| Агрегатор          | Оценка              |
| ------------------ | ------------------- |
| Metacritic         | 85/100 (Meta Quest) |
| OpenCritic         | 86/100              |
| Иноязычные издания |                     |
| Издание            | Оценка              |
| Destructoid        | 8,5/10              |
| Edge               | 7/10                |
| Eurogamer          | [ 14 ]              |
| GameSpot           | 8/10                |
| IGN                | 8/10                |
| Shacknews          | 9/10                |
| VideoGamer         | 8/10                |

Игра получила в основном положительные отзывы.